# Гаплогруппа R0 (мтДНК)
Гаплогруппа R0 — гаплогруппа митохондриальной ДНК человека.

## Субклады
- HV
  - H
- R0a'b
  - R0a
  - R0b

## Распространение
Иран (352) – 1,7 %
- персы (181) – 2,21 %
- кашкайцы (112) – 1,79 %,

Памир
- ваханцы (66) – 3,0 %

Гиндукуш (Пакистан)
- калаши 28,8 %[3]

## Палеогенетика

### Эпипалеолит
Иберо-мавританская культура
- R0a1a и R0a2c определили у иберо-мавританской культуры из Афалу (Afalou) в Алжире (15—11 тыс. л. н.) и Тафоральта в Марокко (23—10,8 тыс. л. н.)[4], U6a1b, U6a6b, U6a7b[5]

### Неолит
Докерамический неолит B
- H3 ― Tell Halula — Халеб (мухафаза), Сирия — 7500–7300 cal. B.C. — R0.
- R64-4II, R69(2) ― Tell Ramad — Дамаск (мухафаза), Сирия — 7300–6650 cal. B.C. — R0.

### Мезолит
- Fre3 — Mesolithischer Bestattungsplatz von Groß Fredenwalde — Герсвальде, Бранденбург, Германия — 6200–5400 calBC — М — R0.[7]

### Бронзовый век
Минойская цивилизация
- Minoan#7 — Lasithi Cave, near Ayios Charalambos — Ласитион, Крит, Греция — ca. 3700 лет до настоящего времени — R0[8]

БМАК (post-BMAC)
- I4159 — Бустан | UZ-BST-007, Site 4, Grave 12 — Шерабадский район, Сурхандарьинская область, Узбекистан — 1600—1300 лет до н. э. — М — J2a1 > J-PF5252* : R0[9]

Микенская цивилизация
- R0a1a определили у образца AID002 (Y-хромосомная гаплогруппа C1a2) из микенского некрополя Аидония в Коринфии[10]

Доисторический Вьетнам
- У двух образцов возрастом 6,2 тыс. калиброванных лет назад из местонахождения Con Co Ngua (CCN) в Тхань Хоа определили митохондриальную гаплогруппу R0, которая не была обнаружена ни у одного современного вьетнамца[11].

### Железный век
- R0a определили у образца I17261 среднего железного века Англии (England_MIA, 2224 л. н.) — М — Y-хромосомная гаплогруппа R1b1a1b1a1a2c1-DF63[12]

### Средние века
Ганзейская лига
- Heiligen-Geist-Hospital (Lübeck) — Старый город (Любек), Шлезвиг-Гольштейн, Германия — XIII век[13]
  - HGH-942 — Ж (28-32) — R0.
  - HGH-1467 — М (47-63) — R0.
  - HGH-1637 — М  (49-55) — R0.
- Клан Аба[англ.]
  - R0b определили у двух представителей могущественного венгерского клана (рода) Аба из некрополя в Абашаре (HUAS55B, Y-ДНК: R1b-U152>R1b-PF6584 и HUAS59B)[14]

## Публикации
2008
- Brandstätter A, Zimmermann B, Wagner J, Göbel T, Röck AW, Salas A, Carracedo A, Parson W (Июль 2008). Timing and deciphering mitochondrial DNA macro-haplogroup R0 variability in Central Europe and Middle East. BMC Evolutionary Biology. 8. doi:10.1186/1471-2148-8-191. PMC 2491632. PMID 18601722.{{cite journal}}:  Википедия:Обслуживание CS1 (множественные имена: authors list) (ссылка) Википедия:Обслуживание CS1 (не помеченный открытым DOI) (ссылка)

2009
- Alvarez-Iglesias V, Mosquera-Miguel A, Cerezo M, et al. (Апрель 2009). New Population and Phylogenetic Features of the Internal Variation within Mitochondrial DNA Macro-Haplogroup R0. PLOS One. 4 (4): e5112. doi:10.1371/journal.pone.0005112. PMC 2660437. PMID 19340307.{{cite journal}}:  Википедия:Обслуживание CS1 (не помеченный открытым DOI) (ссылка)

2013
- Hughey JR; Paschou P; Drineas P; et al. (Май 2013). A European population in Minoan Bronze Age Crete. Nature Communications. 4. doi:10.1038/ncomms2871. PMC 3674256. PMID 23673646.
- Derenko M, Malyarchuk B, Bahmanimehr A, Denisova G, Perkova M, Farjadian S, Yepiskoposyan L (Ноябрь 2013). Complete Mitochondrial DNA Diversity in Iranians. PLOS One. 8 (11): e80673. doi:10.1371/journal.pone.0080673. PMC 3828245. PMID 24244704.{{cite journal}}:  Википедия:Обслуживание CS1 (множественные имена: authors list) (ссылка) Википедия:Обслуживание CS1 (не помеченный открытым DOI) (ссылка)

2014
- Fernández E; Pérez-Pérez A; Gamba C; Prats E; Cuesta P; Anfruns J; Molist M; Arroyo-Pardo E; Turbón D (Июнь 2014). Ancient DNA Analysis of 8000 B.C. Near Eastern Farmers Supports an Early Neolithic Pioneer Maritime Colonization of Mainland Europe through Cyprus and the Aegean Islands. PLOS Genetics. 10 (6): e1004401. doi:10.1371/journal.pgen.1004401. PMC 4046922. PMID 24901650.{{cite journal}}:  Википедия:Обслуживание CS1 (не помеченный открытым DOI) (ссылка)

2018
- Peng MS, Xu W, Song JJ, et al. (Январь 2018). Mitochondrial genomes uncover the maternal history of the Pamir populations. European Journal of Human Genetics. 26 (1): 124–136. doi:10.1038/s41431-017-0028-8. PMC 5839027. PMID 29187735.

2019
- Narasimhan V.; Patterson N.; Moorjani P; et al. (Сентябрь 2019). The formation of human populations in South and Central Asia. Science. 365 (6457). doi:10.1126/science.aat7487. PMC 6822619. PMID 31488661.

2020
- Blöcher, Jens. Genetic variation related to the adaptation of humans to an agriculturalist lifestyle. Майнцский университет (24 апреля 2020).

2021
- Haller M, Callan K, Susat J, et al. (Май 2021). Mass burial genomics reveals outbreak of enteric paratyphoid fever in the Late Medieval trade city Lübeck. iScience. 24 (5). doi:10.1016/j.isci.2021.102419. PMC 8100618. PMID 33997698.